# Danh sách cầu thủ tham dự giải vô địch bóng đá U-20 châu Đại Dương 2007
Đây là danh sách các đội hình tham dự Giải vô địch bóng đá U-20 châu Đại Dương 2007.

## New Zealand
Huấn luyện viên:  Stu Jacobs
| Số | Vt | Cầu thủ            | Ngày sinh (tuổi)            | Số trận | Câu lạc bộ         |
| -- | -- | ------------------ | --------------------------- | ------- | ------------------ |
| 1  | TM | Jacob Spoonley     | 3 tháng 3, 1987 (19 tuổi)   | 6       | Wellington Phoenix |
| 2  | HV | Sam Peters         | 20 tháng 7, 1989 (17 tuổi)  | 0       | Team Wellington    |
| 3  | HV | Ian Hogg           | 15 tháng 12, 1989 (17 tuổi) | 0       | Auckland City      |
| 4  | TV | Cole Peverley      | 3 tháng 7, 1988 (18 tuổi)   |         | Hawke's Bay United |
| 5  | HV | Jack Pelter        | 30 tháng 7, 1987 (19 tuổi)  |         | Canterbury United  |
| 6  | HV | Phil Edington      | 8 tháng 2, 1987 (19 tuổi)   |         |                    |
| 7  | TV | Craig Henderson    | 24 tháng 6, 1987 (19 tuổi)  |         | Dartmouth College  |
| 8  | TV | Chris James        | 4 tháng 7, 1987 (19 tuổi)   |         | Fulham FC          |
| 9  | TĐ | Jeremy Brockie     | 7 tháng 10, 1987 (19 tuổi)  |         | Sydney FC          |
| 10 | TV | Leo Shin           | 19 tháng 3, 1988 (18 tuổi)  |         | Waitakere United   |
| 11 | TĐ | Sam Jenkins        | 17 tháng 2, 1987 (19 tuổi)  |         | Hawke's Bay United |
| 12 | TV | Nick Roydhouse     |                             |         |                    |
| 13 | TV | Michael Cunningham |                             |         | Otago United       |
| 14 | HV | Michael Boxall     | 18 tháng 8, 1988 (18 tuổi)  |         | UC Santa Barbara   |
| 15 | TV | Dan Keat (captain) | 28 tháng 9, 1987 (19 tuổi)  |         | Dartmouth College  |
| 16 | HV | Rodney Brown       |                             |         |                    |
| 17 | HV | Tim Schaeffers     | 14 tháng 5, 1987 (19 tuổi)  |         | Waikato FC         |
| 18 | TĐ | Kayne Vincent      | 29 tháng 10, 1988 (18 tuổi) |         | Cerezo Osaka       |
| 19 | TV | Kieran Purcell     | 27 tháng 4, 1988 (18 tuổi)  |         |                    |
| 20 | TM | Rhys Keane         |                             |         |                    |

## Fiji
Huấn luyện viên:  Juan Carlos Buzzetti
| Số | Vt | Cầu thủ          | Ngày sinh (tuổi) | Số trận | Câu lạc bộ |
| -- | -- | ---------------- | ---------------- | ------- | ---------- |
| 1  | TM | Ben Mateiqaqara  |                  |         |            |
| 2  | HV | Ratu Semi Dileqa |                  |         |            |
| 3  | TV | Solomoni Nulevu  |                  |         |            |
| 4  | HV | Paulo Posiano    |                  |         |            |
| 5  | HV | Krishna Sami     |                  |         |            |
| 6  |    | Daniel Krishneel |                  |         |            |
| 7  | TĐ | Alvin Singh      |                  |         |            |
| 8  |    | Malakai Waqa     |                  |         |            |
| 9  | TV | Kelepi Qaqa      |                  |         |            |
| 10 |    | Risheel Dass     |                  |         |            |
| 11 | TĐ | Roy Krishna      |                  |         |            |
| 12 |    | Esava Naqeleca   |                  |         |            |
| 13 |    | Maleli Nakalavo  |                  |         |            |
| 14 |    | Meneusi Senibuli |                  |         |            |
| 15 |    | Eran Underwood   |                  |         |            |
| 16 |    | Laitia Tuilau    |                  |         |            |
| 17 | HV | Samuela Kautoga  |                  |         |            |
| 18 | HV | Epeli Deama      |                  |         |            |
| 19 | TV | Rinal Prasad     |                  |         |            |
| 20 | TM | Vereti Dickson   |                  |         |            |

## Quần đảo Solomon
Huấn luyện viên: 
| Số | Vt | Cầu thủ | Ngày sinh (tuổi) | Số trận | Câu lạc bộ |
| -- | -- | ------- | ---------------- | ------- | ---------- |

## Nouvelle-Calédonie
Huấn luyện viên: 
| Số | Vt | Cầu thủ | Ngày sinh (tuổi) | Số trận | Câu lạc bộ |
| -- | -- | ------- | ---------------- | ------- | ---------- |

## Tahiti
Huấn luyện viên: 
| Số | Vt | Cầu thủ | Ngày sinh (tuổi) | Số trận | Câu lạc bộ |
| -- | -- | ------- | ---------------- | ------- | ---------- |

## Vanuatu
Huấn luyện viên: 
| Số | Vt | Cầu thủ | Ngày sinh (tuổi) | Số trận | Câu lạc bộ |
| -- | -- | ------- | ---------------- | ------- | ---------- |

## Samoa
Huấn luyện viên: 
| Số | Vt | Cầu thủ | Ngày sinh (tuổi) | Số trận | Câu lạc bộ |
| -- | -- | ------- | ---------------- | ------- | ---------- |